# Yohuala
Yohuala är en ort i Mexiko.   Den ligger i kommunen Tampamolón Corona och delstaten San Luis Potosí, i den centrala delen av landet, 240 km norr om huvudstaden Mexico City. Yohuala ligger 102 meter över havet och antalet invånare är 253.
Terrängen runt Yohuala är kuperad åt nordväst, men åt sydost är den platt. Runt Yohuala är det ganska tätbefolkat, med 58 invånare per kvadratkilometer. Närmaste större samhälle är Villa Terrazas, 13,1 km söder om Yohuala. Omgivningarna runt Yohuala är en mosaik av jordbruksmark och naturlig växtlighet.